# Yu Hua
Yu Hua (traditionell kinesiska: 余華?, förenklad kinesiska: 余华?, pinyin: Yú Huá), född 3 april 1960 i Hangzhou i östra Kina, är en kinesisk författare.
Han började sitt yrkesverksamma liv som tandläkare men gav upp den banan efter fem år för att försöka sig på det friare och kreativare livet som författare. Med romanen Att leva, fick han sitt stora genombrott och räknas idag som en av Kinas viktigaste författarröster. Boken kom i svensk översättning, av Anna Gustafsson Chen, 2006 på Ruin. 
Yu Hua var den första kinesiska författare som belönades med James Joyce Foundation Award, 2002. Hans böcker har bland annat översatts till franska, tyska, engelska, italienska och spanska. Att leva filmatiserades av regissören Zhang Yimou 1994.
Han är idag bosatt i Peking.